# 双城駅
双城駅（そうじょうえき）は台湾新北市新店区双城里にある新北捷運安坑軽軌（安坑LRT）の駅。駅番号はK1。

## 歴史
計画時の仮称は「二叭子植物園」だった。
- 2016年4月6日 - 着工[2]。
- 2017年12月6日 - 駅名が正式決定[3]。
- 2023年2月10日 - 開業[4][5]。

## 駅構造
相対式ホーム2面2線の地上駅:(8-8)。ホーム長は49メートル、ホーム幅は上下各2メートル:(8-8)。出口は北側十四張方に1ヶ所:(8-8)。
| 安一路三段（南行き） |                                                       |                                                       |
| 地上                 |                                                       |                                                       |
| ↑ 横断 歩道 ↓        | 自動券売機、簡易改札機 相対式ホーム、右側のドアが開く | 自動券売機、簡易改札機 相対式ホーム、右側のドアが開く |
| ↑ 横断 歩道 ↓        | 南行き 1番線                                          | ←安坑軽軌 当駅止まり（安坑機廠）                      |
| ↑ 横断 歩道 ↓        | 北行き 2番線                                          | →安坑軽軌 十四張方面（玫瑰中国城駅）→                 |
| ↑ 横断 歩道 ↓        | 自動券売機、簡易改札機 相対式ホーム、右側のドアが開く |                                                       |
| ↑ 横断 歩道 ↓        | 安一路三段（北行き）                                  |                                                       |

## 駅周辺
- YouBike（新北市公共自転車（中国語版））軽軌雙城駅[7]
- 甜蜜蜜社区
- 二叭子植物園（中国語版）

## 隣の駅
新北捷運
 安坑軽軌
双城駅 K1 - 玫瑰中国城駅 K2